# Gian Vincenzo Pinelli

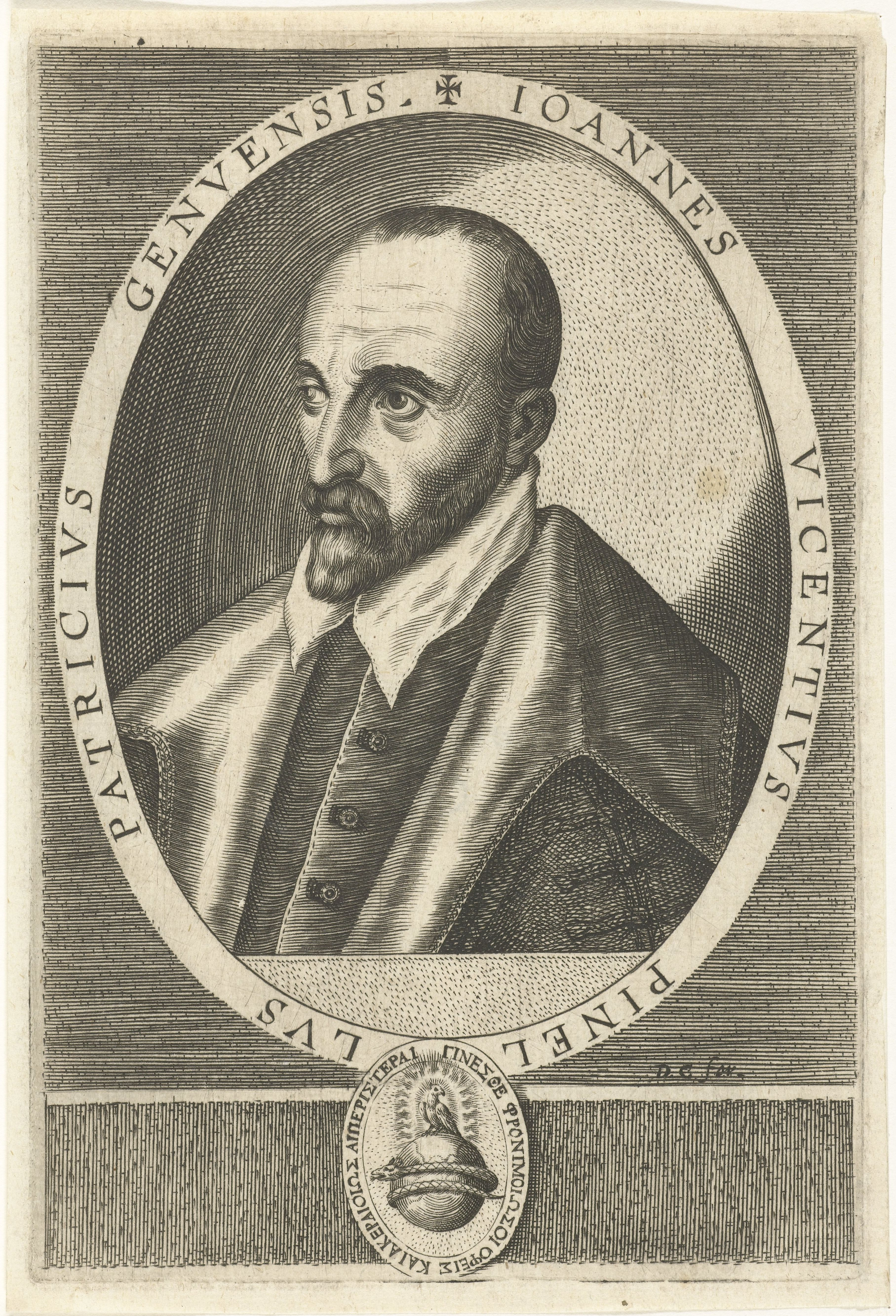
Gian Vincenzo Pinelli.

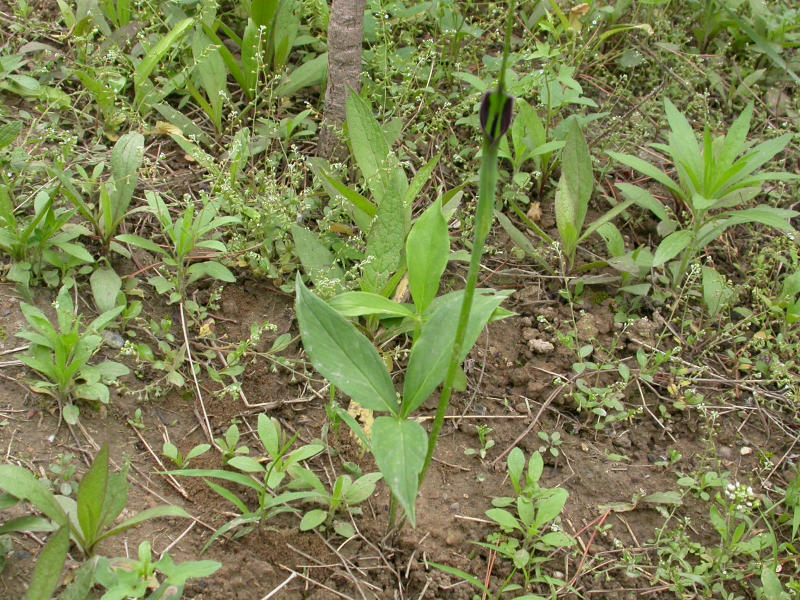
Pinellia ternata, kallaväxtarten är uppkallad efter Pinelli.

Gian Vincenzo Pinelli, född 1535 i Neapel, död 31 augusti 1601 i Padua, var en italiensk botaniker och humanist. Pinelli efterlämnade dåtidens största privata litterära bok- och manuskriptsamling.

## Biografi
Endast lite är känt om Pinellis uppväxt. Han var son i en välbärgad familj i Neapel. Familjen hade även genuesiska rötter.
Pinelli började sin utbildning i Neapel och fortsatte sedan vid Universitetet i Padua. Han var en hängiven botaniker och byggde upp en stor privat trädgård, vilken sedermera utvecklades till Jardin Botanico de Napoles (Neapels botaniska trädgård). Kallaväxtarten Pinellia är namngiven efter Pinelli.
Pinellis intressen låg inom en rad områden och han hade stora samlingar av fossiler, mineraler, mynt, astronomiska och matematiska redskap, kartor och porträtt. Hans största passion var hans litterära samling som han byggde upp under drygt femtio år.
År 1558 flyttade Pinelli till Padua. Han välkomnade folk att ta del av sin litterära samling som blev känd för de flesta akademiker och konstnärer i dåtidens Europa. Bland gästerna fanns teologen Roberto Bellarmino, poeten Torquato Tasso och botanikern Carolus Clusius.
Pinelli blev här även mecenat åt en rad vetenskapsmän, däribland Galileo Galilei och Nicolas-Claude Fabri de Peiresc.

## Pinelliska handskriftssamlingen
Pinellis bok- och manuskriptsamling var en av dåtidens största privata samlingar och omfattade cirka 8 500 antika böcker och över 700 manuskript.
I dessa samlingar ingick bland annat Homeros epos "Ilias Picta", idag ett av endast tre bevarade illustrerade verk i världen från antiken.
Efter Pinellis död såldes hela samlingen av hans anhöriga genom en auktion den 14 juni 1608. Cirka 700 föremål inköptes då av Federico Borromeos representant Fabio Leuco för 3 000 scudi till Ambrosianska biblioteket.
En annan stor del inköptes av en engelsk bokförläggare som hyrde tre fartyg för hemtransporten. Under hemresan till England kapades ett fartyg av franska pirater. När dessa upptäckte att lasten endast bestod av böcker och manuskript kastades hela samlingen överbord.